# Campeonato Sul-Americano de Futebol Feminino de 2003
O Campeonato Sul-Americano de Futebol Feminino de 2003 foi realizado entre 9 e 27 de Abril.
Esta foi a quarta edição do Campeonato Sul-Americano de Futebol Feminino e determinou a qualificação para a Conmebol para a Copa do Mundo de Futebol Feminino de 2003.
O Brasil teve acesso direto para a segunda fase após vencer o torneio anterior.

## Primeira fase

### Grupo A
| Selecção | Pts | J | V | E | D | GM | GS |
| -------- | --- | - | - | - | - | -- | -- |
| Peru     | 6   | 2 | 2 | 0 | 0 | 5  | 2  |
| Bolívia  | 3   | 2 | 1 | 0 | 1 | 8  | 4  |
| Chile    | 0   | 2 | 0 | 0 | 2 | 2  | 9  |

| 9 de Abril | Peru                             | 3 – 1     | Bolívia      | Peru |
|            | Salinas 18', 70' (g.p.) Mori 55' | Relatório | Zamorano 34' |      |

| 11 de Abril | Bolívia                                                               | 7 – 1     | Chile             | Peru |
|             | Zamorano 13', 20', 43' Moreno 54' E. Pérez 56' S. Pérez 62' Urgel 77' | Relatório | Galvez 90' (g.p.) |      |

| 13 de Abril | Peru                    | 2 – 1     | Chile      | Peru |
|             | Bosmans 51' Tristán 80' | Relatório | Castro 44' |      |

### Grupo B
| Selecção  | Pts | J | V | E | D | GM | GS |
| --------- | --- | - | - | - | - | -- | -- |
| Colômbia  | 4   | 2 | 1 | 1 | 0 | 9  | 1  |
| Equador   | 4   | 2 | 1 | 1 | 0 | 3  | 1  |
| Venezuela | 0   | 2 | 0 | 0 | 2 | 0  | 10 |

| 9 de Abril | Equador         | 2 – 0     | Venezuela | Ecuador |
|            | Villón 71', 90' | Relatório |           |         |

| 11 de Abril | Colômbia                                                                      | 8 – 0     | Venezuela | Ecuador |
|             | Valencia 10', 86' Imbachi 33' Miranda 49' Garzón 58' Gutiérrez 80' Munera 90' | Relatório |           |         |

| 13 de Abril | Equador   | 1 – 1     | Colômbia     | Ecuador |
|             | Campi 45' | Relatório | Valencia 46' |         |

### Grupo C
| Selecção  | Pts | J | V | E | D | GM | GS |
| --------- | --- | - | - | - | - | -- | -- |
| Argentina | 6   | 2 | 2 | 0 | 0 | 11 | 0  |
| Paraguai  | 3   | 2 | 1 | 0 | 1 | 3  | 4  |
| Uruguai   | 0   | 2 | 0 | 0 | 2 | 1  | 11 |

| 9 de Abril | Argentina                   | 3 – 0     | Paraguai | Argentina |
|            | Jiménez 41' Medina 65', 72' | Relatório |          |           |

| 11 de Abril | Uruguai   | 1 – 3     | Paraguai                       | Argentina |
|             | Lemos 27' | Relatório | Agüero 11' Rodas 56' Román 72' |           |

| 13 de Abril | Argentina                                                               | 8 – 0     | Uruguai | Argentina |
|             | Jiménez 5' Gatti 32' Alvariza 35' (g.p.), 79' Medina 46', 49', 51', 81' | Relatório |         |           |

## Ronda final
| Selecção  | Pts | J | V | E | D | GM | GS |
| --------- | --- | - | - | - | - | -- | -- |
| Brasil    | 9   | 3 | 3 | 0 | 0 | 18 | 2  |
| Argentina | 4   | 3 | 1 | 1 | 1 | 6  | 6  |
| Colômbia  | 3   | 3 | 1 | 0 | 2 | 3  | 15 |
| Peru      | 1   | 3 | 0 | 1 | 2 | 1  | 5  |

| 23 de Abril | Brasil                          | 3 – 2     | Argentina             | Peru |
|             | Kátia 1' Pretinha 7' Rosana 54' | Relatório | Gatti 49' Almeida 71' |      |

| 23 de Abril | Peru | 0 – 1     | Colômbia     | Peru |
|             |      | Relatório | Valencia 18' |      |

| 25 de Abril | Colômbia                | 2 – 3     | Argentina                        | Peru |
|             | Ordóñez 5' Valencia 33' | Relatório | Gómez 25' Alvariza 43' Gerez 71' |      |

| 25 de Abril | Brasil                             | 3 – 0     | Peru | Peru |
|             | Formiga 26' Pretinha 30' Marta 53' | Relatório |      |      |

| 27 de Abril | Brasil                                                                                              | 12 – 0    | Colômbia | Peru |
|             | Pretinha 7', 15' Formiga 22' Marta 34', 50', 70' (g.p.) Kátia 42', 44', 74', 82', 89' Cristiane 80' | Relatório |          |      |

| 27 de Abril | Peru      | 1 – 1     | Argentina  | Peru |
|             | Dávila 7' | Relatório | Medina 88' |      |

## Premiações

### Campeã
| Vencedor         |
| ---------------- |
| BRASIL 4º título |